# Cicuco (ort)
Cicuco är en ort i Colombia.   Den ligger i departementet Bolívar, i den norra delen av landet, 500 km norr om huvudstaden Bogotá. Cicuco ligger 13 meter över havet och antalet invånare är 7 662.
Terrängen runt Cicuco är mycket platt. Runt Cicuco är det ganska tätbefolkat, med 100 invånare per kvadratkilometer. Närmaste större samhälle är Magangué, 11,0 km väster om Cicuco. Trakten runt Cicuco består huvudsakligen av våtmarker.